# Rio Paquequer (Sumidouro)
O Rio Paquequer é o principal rio do município de Sumidouro, no estado do Rio de Janeiro, no Brasil. Suas nascentes se localizam ao sul do município, sendo a principal na localidade rural de São Bento. É um dos afluentes da margem direita do Rio Paraíba do Sul, banhando também o município do Carmo.

## Etimologia
"Paquequer" é um termo oriundo da língua tupi que significa "paca dormente", através da junção dos termos paka ("paca") e kera ("dormir"). O Rio Paquequer tem uma importância histórica relacionada aos acidentes geográficos que distinguem seu leito. Vale citar o atrativo que nomeou o município, o "Sumidouro das Pedras", bem como a maior cascata em queda livre do Estado do Rio de Janeiro, a Cascata Conde d’Eu, cenário da obra clássica do romantismo brasileiro, O Guarani.

## Características
Dispõe da maior cachoeira em queda livre do estado do Rio de Janeiro, a Cascata Conde d'Eu, com 127 metros de queda, localizada próxima a sede do distrito de Dona Mariana.
É considerado um dos poucos afluentes do Rio Paraíba do Sul com baixo teor de poluição. No entanto, o desmatamento nas margens do rio fez com que suas águas se tornassem barrentas devido aos sedimentos carregados em suspensão. As nascentes do rio e o processo histórico de desmatamento são alvos de pesquisadores.